# Saint-Georges (Moselle)
Pour les articles homonymes, voir Saint-Georges, Saint Georges (homonymie) et Georges.
Saint-Georges (Saint Jouonh en lorrain) est une commune française située dans le département de la Moselle, en région Grand Est.
Cette commune se trouve dans la région historique de Lorraine et fait partie du pays de Sarrebourg.

## Géographie
La commune fait partie de la ZNIEFF du pays des étangs.

### Communes limitrophes
|          | Gondrexange   | Landange |
| Ibigny   | Saint-Georges | Aspach   |
| Richeval |               | Hattigny |

### Hydrographie
La commune est située dans le bassin versant du Rhin au sein du bassin Rhin-Meuse. Elle est drainée par le ruisseau d'Aspach, le ruisseau le Neuf Etang, le ruisseau de la Prairie et le ruisseau le Neuf Etang.
Le ruisseau d'Aspach, d'une longueur totale de 10,5 km, prend sa source dans la commune de Hattigny et se jette  dans le ruisseau de Gondrexange à Xouaxange, après avoir traversé six communes.

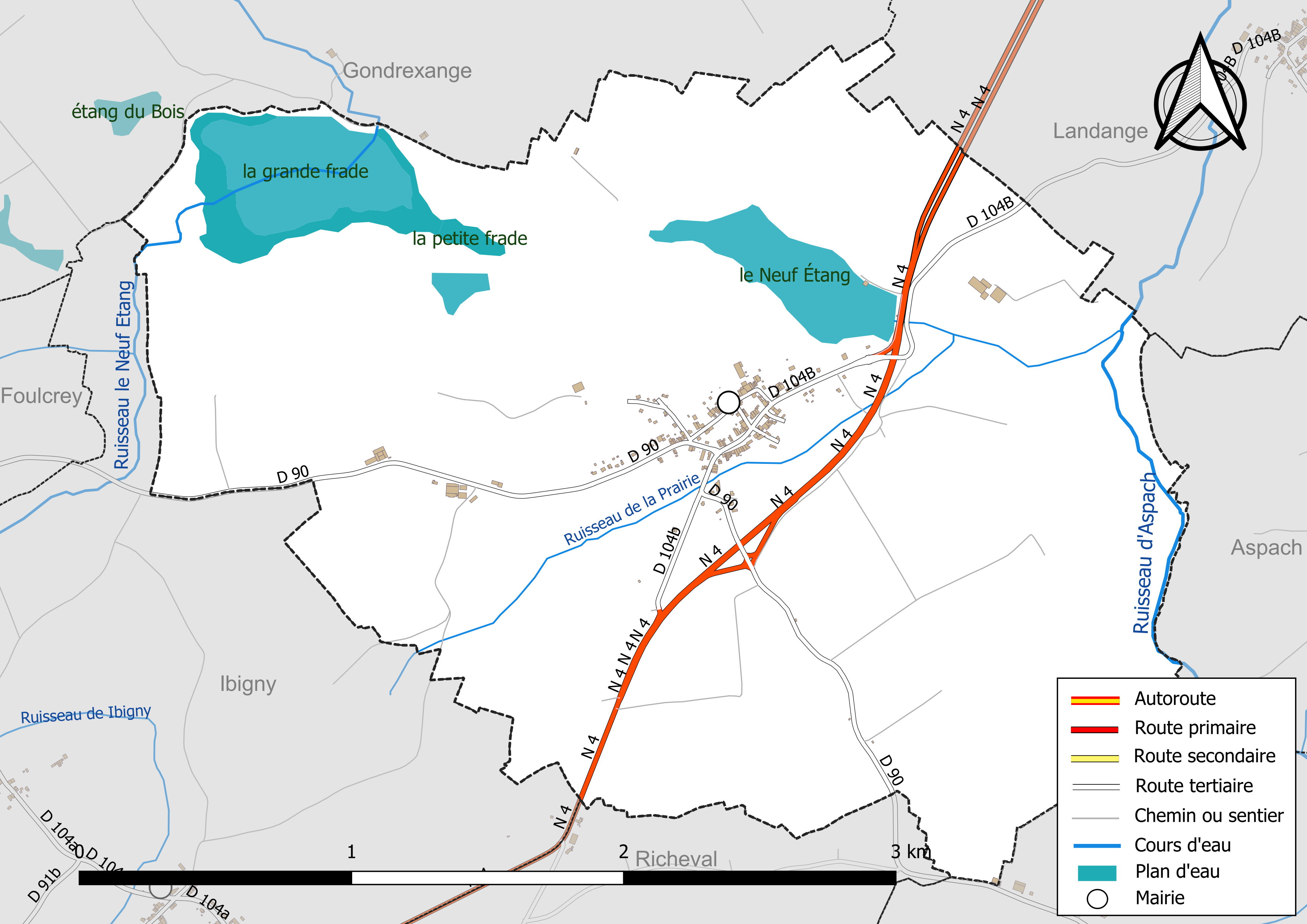
Réseaux hydrographique et routier de Saint-Georges.

La qualité des eaux des principaux cours d’eau de la commune, notamment du ruisseau d'Aspach, peut être consultée sur un site spécial géré par les agences de l’eau et l’Agence française pour la biodiversité.

### Climat
Pour des articles plus généraux, voir Climat du Grand Est et Climat de la Moselle.
En 2010, le climat de la commune est de type climat des marges montargnardes, selon une étude du Centre national de la recherche scientifique s'appuyant sur une série de données couvrant la période 1971-2000. En 2020, Météo-France publie une typologie des climats de la France métropolitaine dans laquelle la commune est exposée à un climat semi-continental et est dans la région climatique  Vosges, caractérisée par une pluviométrie très élevée (1 500 à 2 000 mm/an) en toutes saisons et un hiver rude (moins de 1 °C). 
Pour la période 1971-2000, la température annuelle moyenne est de 9,5 °C, avec une amplitude thermique annuelle de 16,8 °C. Le cumul annuel moyen de précipitations est de 980 mm, avec 12,3 jours de précipitations en janvier et 9,7 jours en juillet. Pour la période 1991-2020, la température moyenne annuelle observée sur la station météorologique de Météo-France la plus proche, « Nitting_sapc », sur la commune de Nitting à 8 km à vol d'oiseau, est de 10,4 °C et le cumul annuel moyen de précipitations est de 993,7 mm. 
La température maximale relevée sur cette station est de 37,9 °C, atteinte le 25 juillet 2019 ; la température minimale est de −19,4 °C, atteinte le 26 décembre 2010,,. 
Les paramètres climatiques de la commune ont été estimés pour le milieu du siècle (2041-2070) selon différents scénarios d'émission de gaz à effet de serre à partir des nouvelles projections climatiques de référence DRIAS-2020. Ils sont consultables sur un site spécial publié par Météo-France en novembre 2022.

## Urbanisme

### Typologie
Au 1er janvier 2024, Saint-Georges est catégorisée commune rurale à habitat dispersé, selon la nouvelle grille communale de densité à sept niveaux définie par l'Insee en 2022.
Elle est située hors unité urbaine. Par ailleurs la commune fait partie de l'aire d'attraction de Sarrebourg, dont elle est une commune de la couronne,. Cette aire, qui regroupe 87 communes, est catégorisée dans les aires de 50 000 à moins de 200 000 habitants,.

### Occupation des sols
L'occupation des sols de la commune, telle qu'elle ressort de la base de données européenne d’occupation biophysique des sols Corine Land Cover (CLC), est marquée par l'importance des territoires agricoles (86,8 % en 2018), une proportion sensiblement équivalente à celle de 1990 (86,9 %). La répartition détaillée en 2018 est la suivante : 
prairies (66,1 %), terres arables (20,7 %), eaux continentales (9,5 %), zones urbanisées (3,3 %), forêts (0,4 %). L'évolution de l’occupation des sols de la commune et de ses infrastructures peut être observée sur les différentes représentations cartographiques du territoire : la carte de Cassini (XVIIIe siècle), la carte d'état-major (1820-1866) et les cartes ou photos aériennes de l'IGN pour la période actuelle (1950 à aujourd'hui).

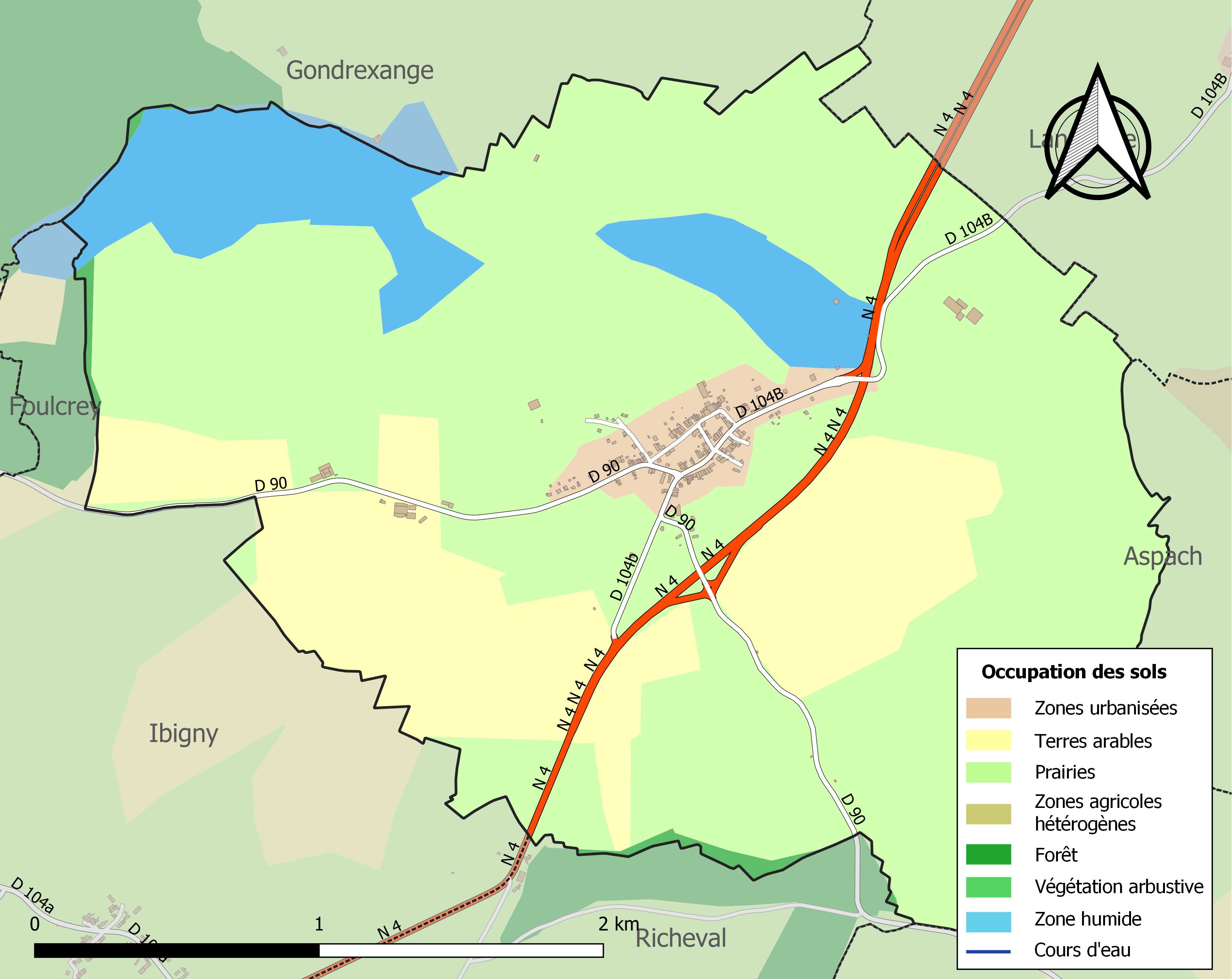
Carte des infrastructures et de l'occupation des sols de la commune en 2018 (CLC).

## Toponymie
- Sankt Georg pendant l'annexion allemande.

Saint-Georges est un hagiotoponyme qui fait référence à Georges de Samos ou Georges d'Éphèse, originaire d'Asie Mineure, Néo-martyr  par décapitation par la main des Musulmans à la Nouvelle-Éphèse en Asie Mineure ; très honoré en Lorraine à partir du IIIe siècle ; fêté le 5 avril.

## Histoire
Domaine de la seigneurie de Turquestein, cité en 1575, Saint-Georges devient possession de la famille d'Haussonville au XVIe siècle. En 1599, François de Lorraine acquiert la seigneurie et en fait une baronnie.
Occupée par la France de 1632 à 1661, Saint-Georges est annexée en 1790. En 1871, elle est cédée à l'Empire allemand par le Traité de Francfort puis redevient française en 1919. Annexée de facto par le Troisième Reich nazi, elle redevient française en 1944.

## Politique et administration
| Période                                  | Période   | Identité       | Étiquette | Qualité |
| ---------------------------------------- | --------- | -------------- | --------- | ------- |
| avant 1981                               | mars 2001 | Jean Loué      |           |         |
| mars 2001                                | En cours  | Roland Gilliot |           |         |
| Les données manquantes sont à compléter. |           |                |           |         |

## Démographie
L'évolution du nombre d'habitants est connue à travers les recensements de la population effectués dans la commune depuis 1793. Pour les communes de moins de 10 000 habitants, une enquête de recensement portant sur toute la population est réalisée tous les cinq ans, les populations de référence des années intermédiaires étant quant à elles estimées par interpolation ou extrapolation. Pour la commune, le premier recensement exhaustif entrant dans le cadre du nouveau dispositif a été réalisé en 2004.

En 2022, la commune comptait 192 habitants, en évolution de −4,48 % par rapport à 2016 (Moselle : +0,52 %, France hors Mayotte : +2,11 %).
| 1793 | 1800 | 1806 | 1821 | 1831 | 1836 | 1841 | 1846 | 1851 |
| ---- | ---- | ---- | ---- | ---- | ---- | ---- | ---- | ---- |
| 280  | 292  | 365  | 440  | 428  | 474  | 491  | 492  | 481  |

| 1856 | 1861 | 1871 | 1875 | 1880 | 1885 | 1890 | 1895 | 1900 |
| ---- | ---- | ---- | ---- | ---- | ---- | ---- | ---- | ---- |
| 413  | 408  | 344  | 336  | 307  | 330  | 282  | 281  | 286  |

| 1905 | 1910 | 1921 | 1926 | 1931 | 1936 | 1946 | 1954 | 1962 |
| ---- | ---- | ---- | ---- | ---- | ---- | ---- | ---- | ---- |
| 270  | 287  | 236  | 246  | 253  | 236  | 237  | 225  | 232  |

| 1968 | 1975 | 1982 | 1990 | 1999 | 2004 | 2006 | 2009 | 2014 |
| ---- | ---- | ---- | ---- | ---- | ---- | ---- | ---- | ---- |
| 254  | 210  | 225  | 233  | 216  | 202  | 210  | 213  | 205  |

| 2019 | 2022 | - | - | - | - | - | - | - |
| ---- | ---- | - | - | - | - | - | - | - |
| 191  | 192  | - | - | - | - | - | - | - |

## Culture locale et patrimoine

### Lieux et monuments
- Traces d'une voie romaine au lieu-dit Neuf Étang.
- Immeuble « le Château » situé au 40, Grande-Rue.
- Église Saint-Georges, de style baroque, datant du XVIIIe siècle.

### Héraldique
| Blason de Saint-Georges | Blason  | Partie au 1) mi-parti de gueules à deux saumons adossés d'argent, en 2) d'argent saint Georges terrassant un dragon le tout de gueules. |
| Blason de Saint-Georges | Détails | Le statut officiel du blason reste à déterminer.                                                                                        |